# Insula Koltur
Koltur este o insulă din cadrul arhipelagului feroez. Se situează la vest de Streymoy și la nord de Hestur. Insula are o singură așezare, Koltur care a fost părăsită în 1980, de către populația majoritatr formată din crescători de oi. În 1994, două persoane s-au reîntors și lucrează la refacarea satului. Pe insulă se găsește o singură înălțime: Kolturshamar (altitudine: 478 m)

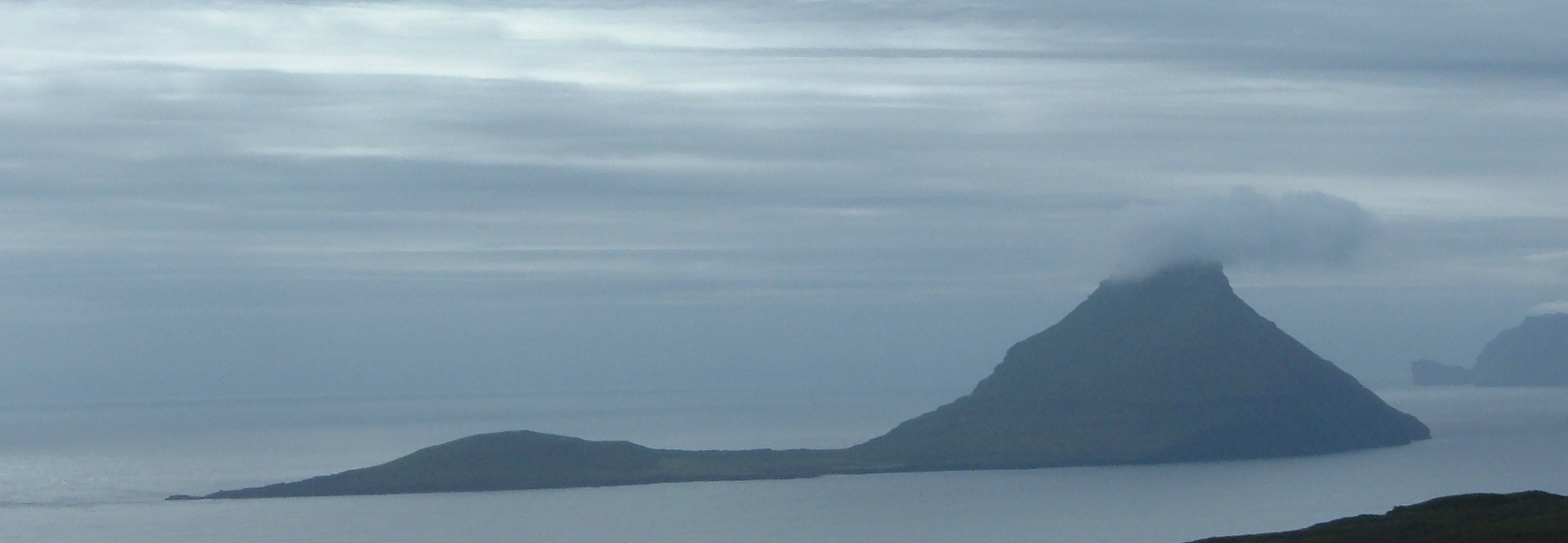
Koltur văzut de pe Streymoy